# Kexholm
För andra betydelser, se Kexholm (olika betydelser).
Kexholm [kɛʹks-] (Kakensholm, på finska Käkisalmi (Göksundet), på karelska Kägöisalmi, på ryska Приозерск/Priozersk, fram till 1611 Корела/Korela, 1611–1918 och 1940–1948 Кексгольм/Keksholm och 1918–1940 Кякисалми/Kjakisalmi) är en stad uppbyggd kring fästningen med samma namn i ryska Karelen. Folkmängden uppgår till cirka 19 000 invånare. 

## Den karelska staden
Kexholm ligger vid Vuoksens strand några kilometer från dess utlopp i Ladoga. Redan under järnåldern låg på platsen en välmående karelsk by. Den befästa staden Korela anlades troligen av karelarna under tidig medeltid på den mindre slottsholmen. Det första omnämnandet av staden är från 1143. Staden var ett kyrkligt centrum och hade en kristen kyrka redan på 1200-talet. Den hörde till Novgorods stift. Staden fick konkurrens av svenskarna som 1295 anlade Viborgs slott och önskade ett fotfäste vid Ladoga. De erövrade fästet 1294–1295 av karelarna men blev fördrivna av novgoroderna. Dessa rev det gamla fästet och byggde upp en ny fästning på den plats där dagens fästning nu ligger. De lämnade platsen för att återkomma år 1310. Efter det året bodde såväl karelare som ryssar i staden till ett antal av drygt 300 personer. Freden i Nöteborg 1323 mellan Sverige och Republiken Novgorod lugnade ned situationen vid gränsen. Kexholm blev då förvaltningscentrum i den östra delen av Karelen genom en ståthållare och en representant för biskopen i Novgorod.
Under 1300-talets lopp utvidgades holmen genom jordfyllningar och timmeranläggningar. Detta var nödvändigt eftersom Vuoksens vattenstånd började stiga då utloppet från Saimen till Viborgsviken minskade. År 1360 brann staden ned och följden var att civilbefolkningen flyttade ut ur fästningen till den bredvidliggande ön Spasski. Då Moskva 1478 erövrade Novgorod följde Kexholm med utan några protester mot det nya styret. Från den tiden nämns också en fogde i staden. Omkring år 1500 uppgick stadens befolkning till ca 1 000 personer. I staden fanns ett nunne- och ett munkkloster och två kyrkor. År 1589 grundades ett ortodoxt stift med centrum i Kexholm men det blev kortvarigt. Under det nordiska tjugofemårskriget (1570–1595) brändes Kexholms förstäder av svenskarna åren 1573 och 1578.

## Den svenska staden
I november 1580 lyckades en svensk armé under Pontus de la Gardies befäl erövra staden och fästningen. Av allt att döma förstördes staden grundligt. Återuppbyggnaden gick relativt snabbt och år 1588 invigde man en kyrka i trä. År 1597 bodde i staden ca 1 200 personer som av allt att döma försörjde sig genom fästningens försvar och underhåll. Genast efter erövringen förstärktes fästningen och staden försågs med nya timrade försvarsanläggningar. I freden i Teusina 1595 avstod svenskarna ändå från Kexholm. När staden 1611 på nytt erövrades av svenskarna fick den också en ny befolkning eftersom garnisonens soldater byggde sina hus på stadens sida. Samma år fick stadsförsamlingen också sin första lutherska kyrkoherde. En stadskyrka fick man genom att fästningens kyrka flyttades till staden men brann 1634. En ny kyrka uppfördes 1638 som år 1692 ersattes av en kyrka i sten. Staden fick en egen skola före år 1634. Efter fredsslutet nämns år 1618 en borgmästare. Samma år uppvaktade stadens borgare konungen och fick tillfälliga stadsprivilegier. Först år 1681 gjordes de permanenta. Sin befolkning fick staden västerifrån och så småningom också från den omgivande landsbygden dit bönder hade flyttat från den gamla, svenska delen av Karelen. Sin karaktär av garnisonsstad förlorade staden inte, år 1697 var 110 av stadens 275 tomtägare militärer. Under Karl X Gustavs ryska krig belägrades Kexholm av ryska trupper både sommaren 1656 och sensommaren 1657 men vardera belägringen hävdes som obehövlig. Den år 1632 anlagda staden Nyen vid Nevan blev en viktig handelspartner för Kexholm. Där sålde man främst tjära och smör och köpte salt. Kexholm erövrades i september 1710 av den ryska armén och de flesta borgare som fanns kvar flyttade ut på den omgivande landsbygden. Staden fick en rysk ledning och stadskyrkan blev efter reparationer en grekisk-ortodox militärkyrka. Genom freden i Nystad blev Kexholm en del av det ryska riket. 

## Den ryska staden
Till en början fortsatte förvaltningen av svensk modell att fungera men 1725 ersattes rådsturätten med häradsrätten. Borgarna fick fortsättningsvis handla över hela riket och stadsbenämningen förblev i bruk. Kommendanten skötte borgmästarens uppgifter. Borgarna kunde ur sina egna led välja stadens äldste som förhandlade med de ryska myndigheterna. På 1750-talet uppgick stadens mantalsskrivna befolkning till ca 100 personer. Genom Katarina II:s stadsreform 1783 återfick Kexholm sina stadsrättigheter. I början av år 1784 valde stadens borgerskap borgmästare, råd och magistrat. Vid det laget hade befolkningen förändrats så att den bestod av finnar men därutöver av ryssar, tyskar och svenskar. År 1812 förenades Gamla Finland med storfurstendömet Finland men ändringen var knappt märkbar i Kexholm. 

## Den finska staden

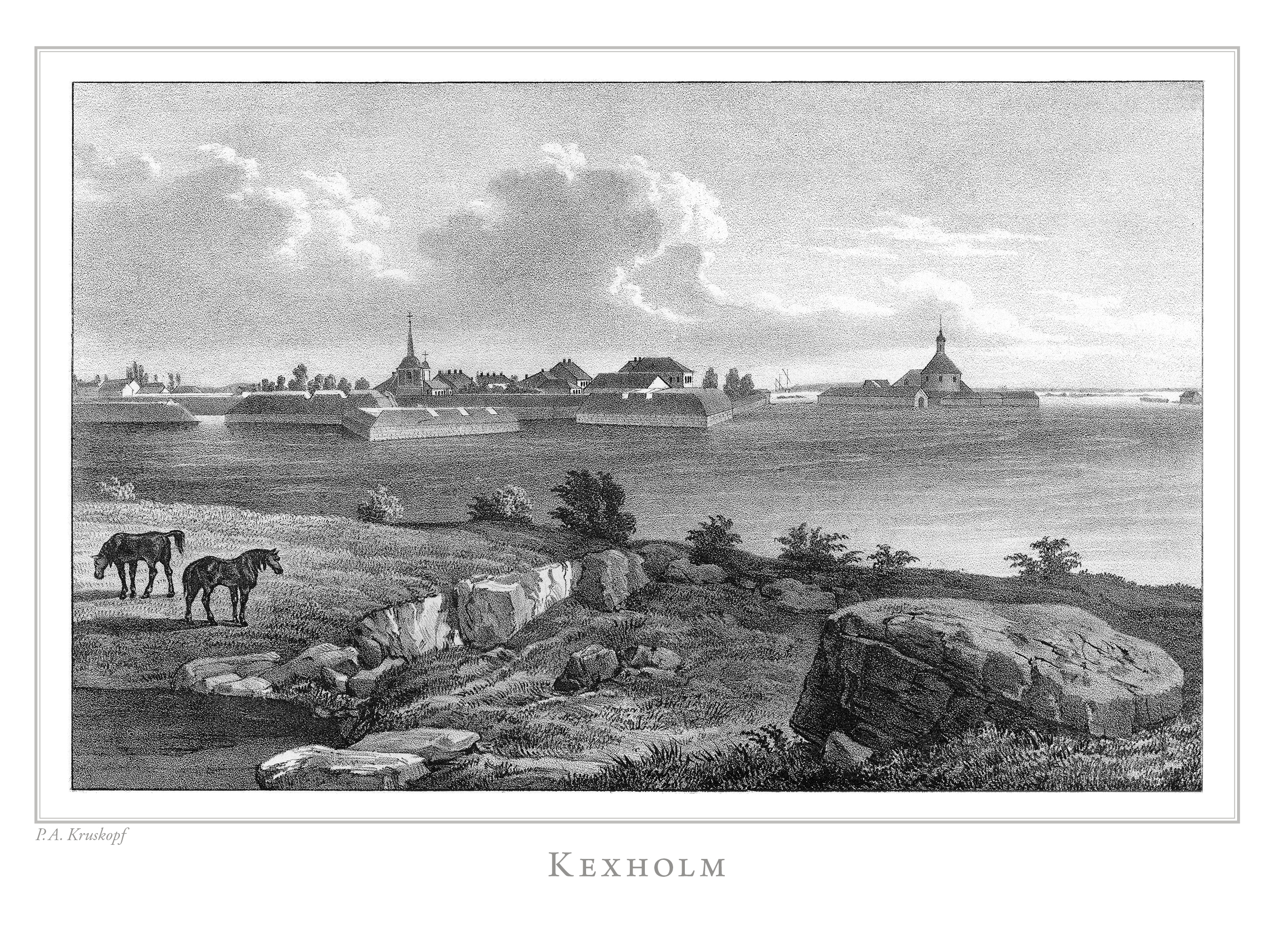
Litografi av Kexholm i Finland framstäldt i teckningar utgiven 1845-1852.

Kexholms ekonomi var typisk för en småstad på 1800-talet. En fajansfabrik anlades 1841 vid Suotniemi gård, vars produkter hade god åtgång i Sankt Petersburg. Hamnen fördjupades och breddades från 1895 till 1910. Staden anslöts till järnvägsnätet år 1919. På 1920-talet var sågindustrin stadens viktigaste näring och denna kompletterades med en cellstoffabrik år 1931. Befolkningen i Kexholm uppgick 1812 till knappt 900 personer men Saima kanals färdigställande och Vuoksens sänkning 1856 minskade stadens befolkning från en topp år 1840 på 1 400 till ca 1 000 personer år 1869. År 1921 hade staden ca 2 500 invånare men växte särskilt under 1930-talets andra hälft till över 5 000 personer. Vid vinterkrigets utbrott 30.11.1939 evakuerades stadens hela befolkning. Då freden slöts i mars 1940 låg Kexholm på sovjetiskt territorium. Staden plundrades på allt av värde men återerövrades av Finland år 1941. I juni 1944 var stadens befolkning åter på flykt och evakuerades först till Seinäjoki, sedan till Heinola.

## Bilder

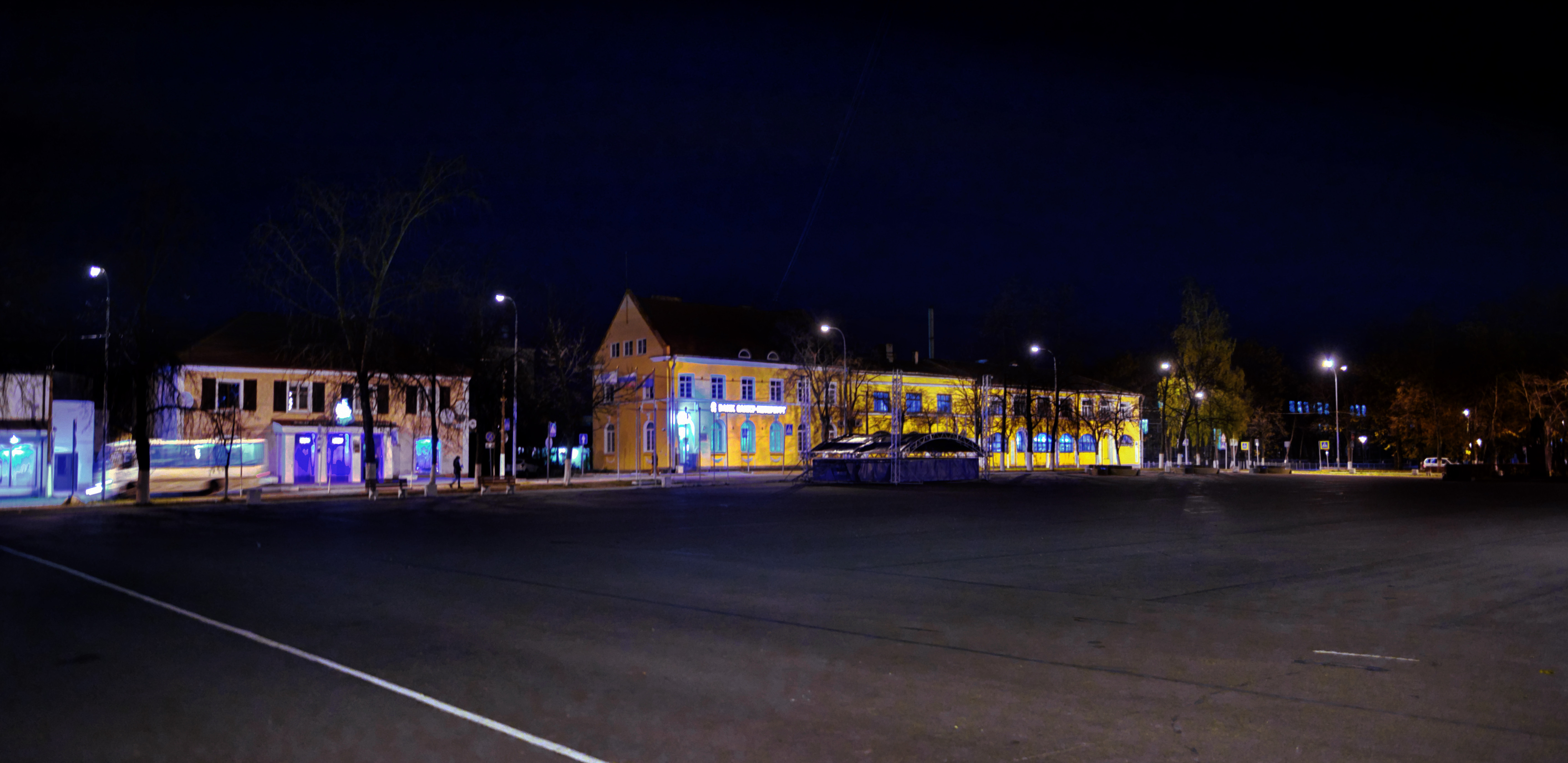
Torget i Priozersk  23.10.2016
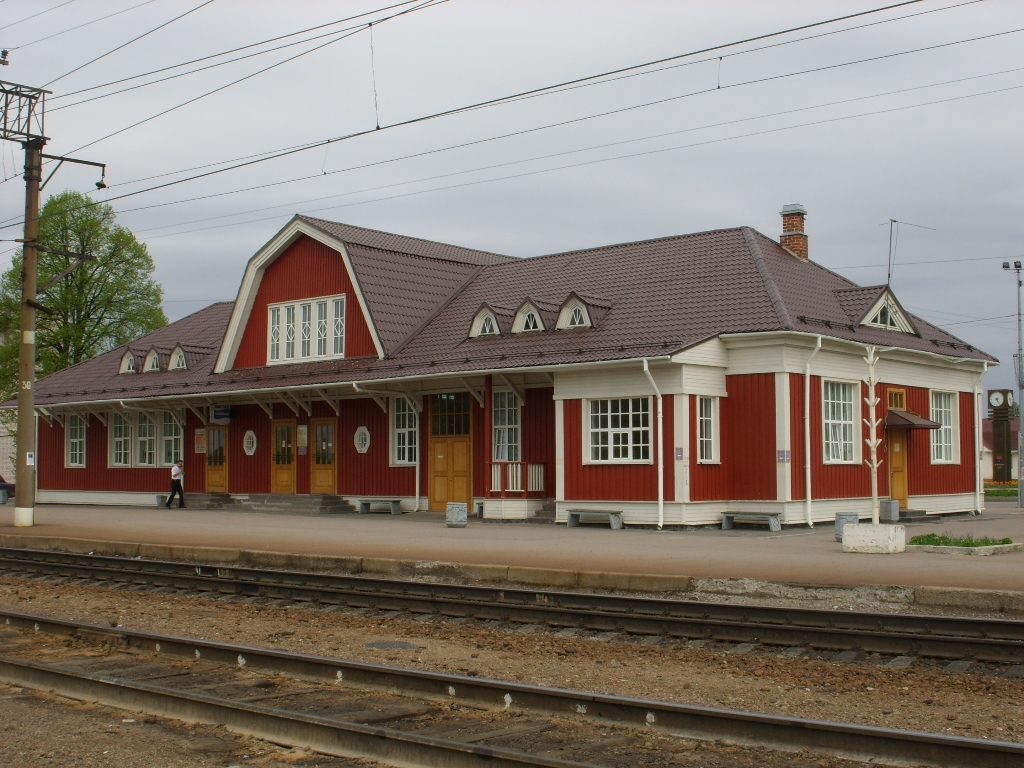
Järnvägsstationen i Priozersk
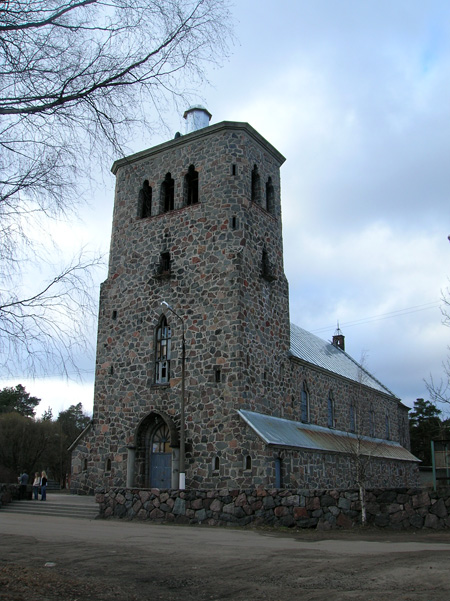
Den tidigare lutherska kyrkan i Kexholm (2006)
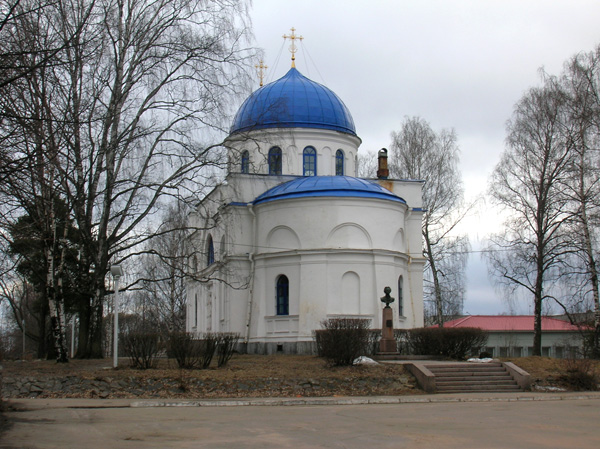
Den ortodoxa kyrkan i Priozersk
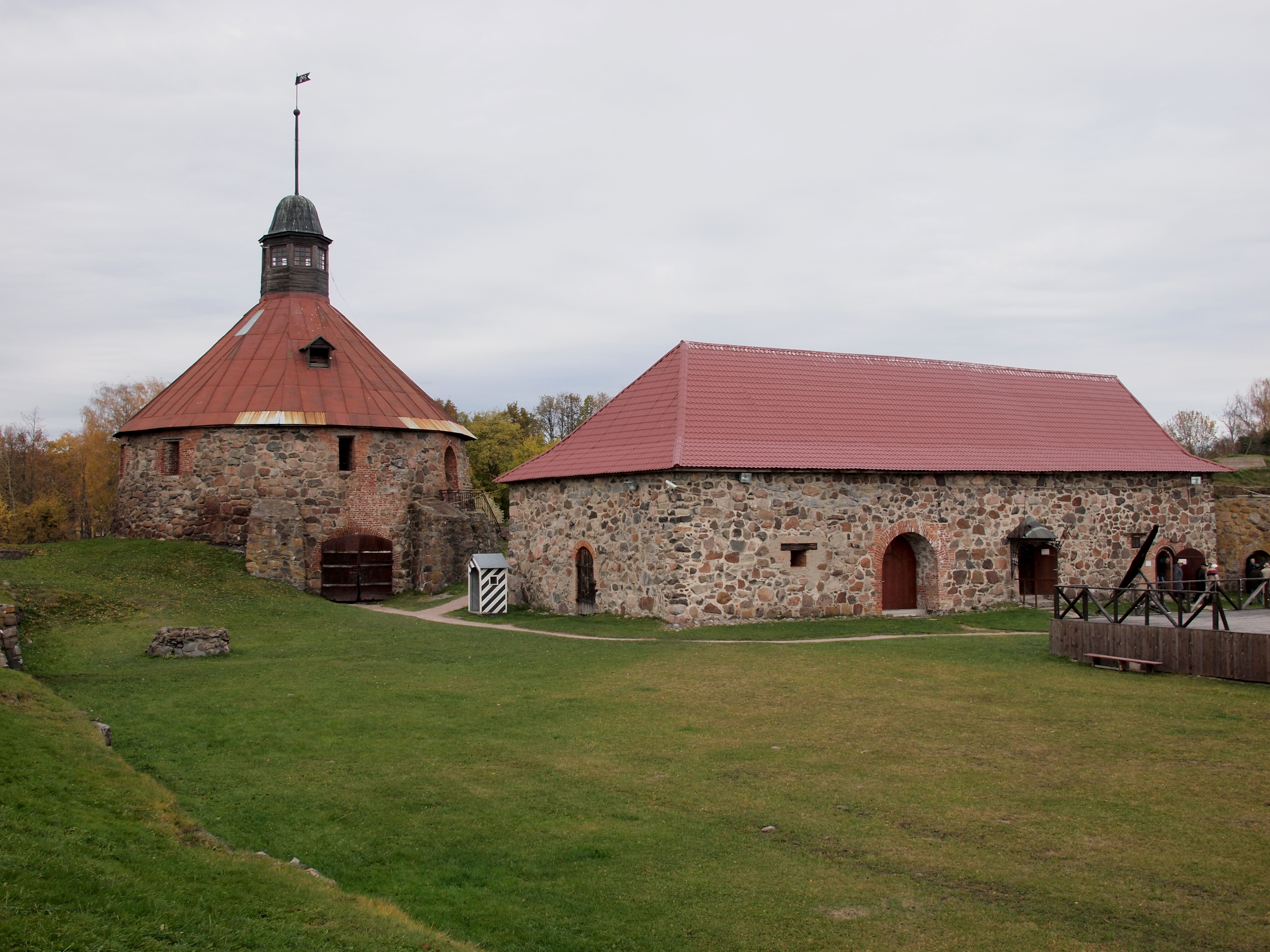
Kexholms gamla slott